# Alvin Ceccoli
Alvin Ceccoli, né le 5 août 1974 est un footballeur australien. Il évoluait au poste de défenseur.